# Batalla de Olmedo (1467)
La segunda batalla de Olmedo tuvo lugar el 20 de agosto de 1467, cerca de la villa castellana del mismo nombre.

## La batalla
En 1467 el conflicto por la sucesión de Enrique IV de Castilla pasaba a ser un enfrentamiento armado entre Enrique IV y su medio hermano Alfonso. Las tropas de Alfonso avanzaban por el valle del Duero, mientras que las realistas avanzaban desde Cuéllar hacia Medina del Campo. El 20 de agosto de 1467, ambos ejércitos se encontraron cerca de Olmedo. El resultado de la batalla es incierto, puesto que ambos bandos celebraron su victoria, aunque se piensa que las tropas de Enrique IV prevalecieron debido a su superioridad.
En el bando de Enrique IV, en esta batalla, se encontraban:
- En vanguardia, Pedro de Velasco, sus hermanos Luis y Sancho y su primo Juan.
- En segundo lugar, el marqués de Santillana con sus hermanos Juan Hurtado y Pedro (obispo de Calahorra), con los guardias del rey al mando de Juan Fernández Galindo.
- Cerrando el ejército iban Beltrán de la Cueva y sus hombres.

Una ausencia notable fue la de Juan Pacheco, ocupado con la obtención del cargo de maestre de la Orden de Santiago. Tras la batalla, el bando de Enrique perdió, además, el apoyo del conde de Alba -que recibió favores del marqués de Villena y del Arzobispo de Toledo- y el de Pedro Arias de Ávila.
En el bando del príncipe Alfonso iban tropas del arzobispo de Toledo y el arzobispo de Sevilla, de los condes de Luna, Plasencia y Ribadeo, así como tropas dirigidas por el clavero de la Orden de Calatrava.